# Дългокрил прилеп
Дългокрилите прилепи (Miniopterus schreibersii) са вид дребни бозайници от семейство Гладконоси прилепи (Vespertilionidae).
Видът се среща в Африка, извън пустинните области, в Австралия и южните части на Евразия от Япония и Китай до Централна и Югозападна Европа. В България е разпространен в цялата страна, като е най-често срещания вид прилеп в пещерите.
Размерите на дългокрилите прилепи са средни за разред Прилепи – дължината на тялото с главата е 48 – 62 mm, дължината на опашката – 52 – 64 mm, размахът на крилете – 280 – 305 mm, а масата – 10,5 – 17 g. Козината е гъста и сива, малко по-светла по корема. Крилете им са тесни и заострени, малко по-тъмни от тялото. Дългокрилите прилепи са много издръжливи летци и често се хранят на голямо разстояние от убежищата си. Основната им храна са нощни пеперуди, двукрили и бръмбари.
Дългокрилите прилепи извършват сезонни миграции на разстояние до 750 km. Предпочитат карстови райони, тъй като обитават главно естествени пещери. Образуват много големи колонии, достигащи десетки хиляди екземпляри, струпващи се гъсто по сводовете на пещерите. Често в тези колонии има и други видове прилепи, но дългокрилите преобладават. Размножителните колонии най-често се състоят от 500 до 2000 екземпляра. Копулацията протича през есента, рядко през пролетта, като женските раждат по едно малко в края на юни или началото на юли.